# Museo Senckenberg de Historia Natural

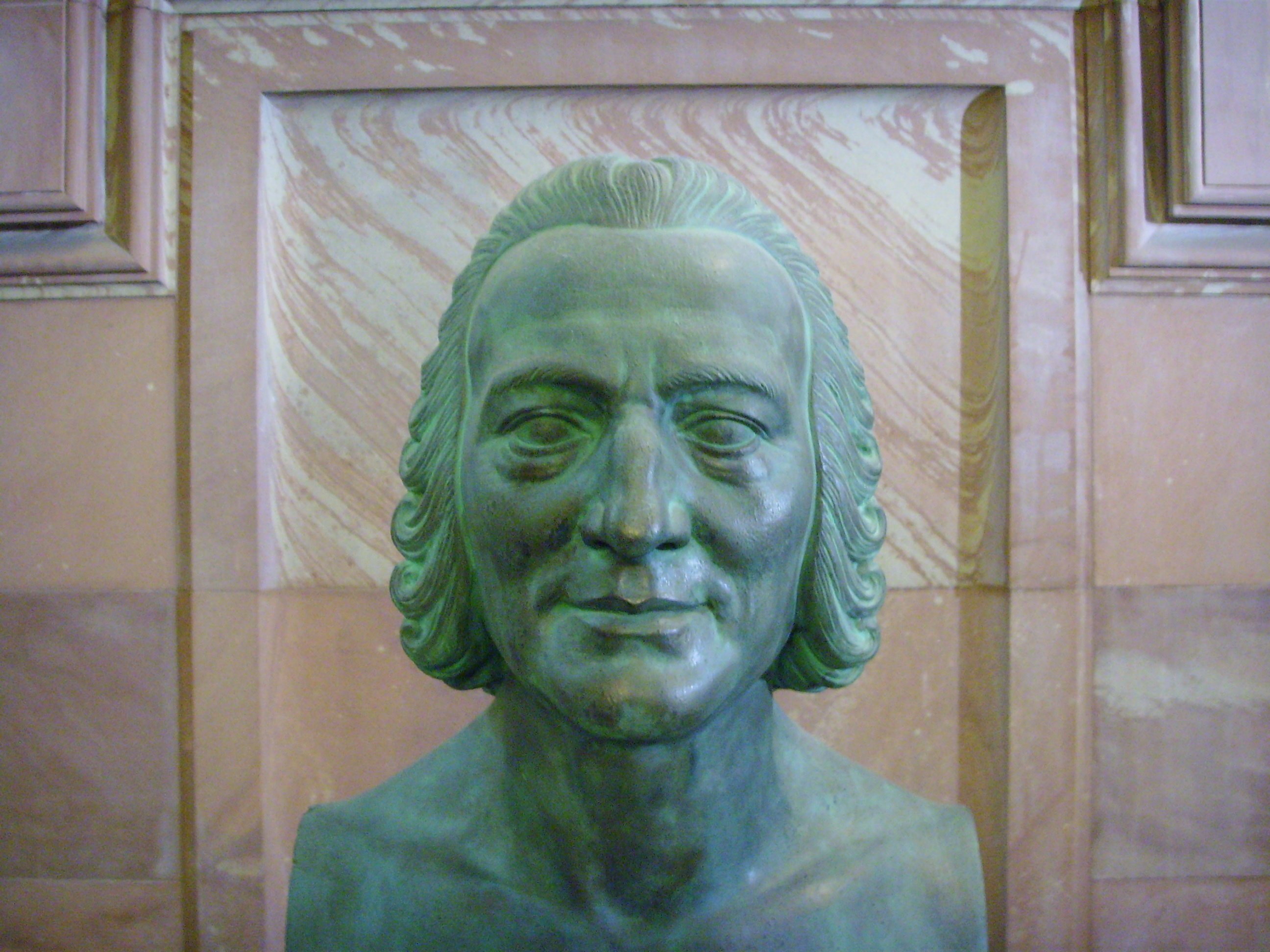
Johann Christian Senckenberg.

El Museo Senckenberg, de Fráncfort del Meno es un museo de historia natural de Alemania.  Junto a su homólogo de Berlín (el Museo de Historia Natural de Berlín) es uno de los dos museos más grandes de Alemania dedicados a las ciencias naturales, especialmente a las áreas de geología y biología. Destaca por su extensa colección de esqueletos de dinosaurios que constituye la mayor exhibición de Europa en su género e incluye un ejemplar petrificado en el que se conserva parte de la piel escamosa. El museo contiene también la mayor colección del mundo de aves disecadas, con unos 1000 especímenes. También es notable su colección conquiliológica, en parte adquirida por el museo y en parte reunida a través de donaciones de particulares. Su colección de dinosaurios lo hace ser un museo especialmente apreciado y popular entre los niños. En 2010, el museo recibió la visita de 517.000 personas.
El complejo del museo forma parte de un instituto de investigación (el Senckenberg Forschungsinstitut), que a su vez es miembro de la Leibniz-Gemeinschaft. En 2009 cristalizó la fusión con los museos de historia natural de Dresde (Senckenberg Naturhistorische Sammlungen Dresden) y de Görlitz (Senckenberg Museum für Naturkunde Görlitz), quedando todas las colecciones bajo el alero y administración del mismo instituto.